# بهرام‌جی
بهرام پورمند، که بیشتر با نام هنری خود بهرام‌جی (Bahramji) شناخته می‌شود (متولد ۱۹۵۲ در کرمانشاه) یک موسیقیدان کرد سبک نیو ایج از ایران است.

## زندگی
او در کودکی ملودی‌های قدیمی صوفی را که الهام بخش موسیقی او بوده، شنیده‌است. او در سن ۱۳ سالگی سنتور آموخت و به زودی چندین اجرا در شهر خود به‌نمایش گذاشت. در سال ۱۹۷۷ او ایران را ترک کرد، و برای تحصیل به هند رفت و بعد به اروپا سفر کرد.
پس از زندگی و کار خلاقانه خود در هند، جایی که او مدتها باقی ماند، جزیره ایبیزا را در اسپانیا در سال ۲۰۰۳ کشف کرد. در آنجا او بسیاری دیگر از نوازندگان، دی جی‌ها و تولیدکنندگان را ملاقات کرد که الهام بخش او برای گسترش سبکش بود.

## سبک موسیقی
او با ساختن موسیقی برای فرهنگ‌های مختلف، سبک خود را که تحت تأثیر موسیقی سنتی ایرانی قرار گرفته‌است تغییر داده و بنابراین سبک خود را پیدا کرده‌است. به ویژه موسیقی او اینطور است که آهنگ‌های قدیمی را به صورت جدیدی می‌سازد. او می‌خواهد از طریق موسیقی اش فضای تفکری برای آرام گرفتن روح و روان ایجاد کند. او می‌گوید «من می‌خواهم که همه به موزیک من گوش بدهند و آن را درک بکنند».
ساز بهرام سنتور ایرانی است که یک ساز سنتی است که گفته می‌شود می‌تواند صدای خلأ را ایجاد کند. علاوه بر سنتور، او شروع به نواختن سه‌تار و نی کرد. به زودی پس از آن، او شروع به آواز خواندن کرد: او اغلب نقل قول‌های شعر و حکمت شاعران عرفانی مانند مولوی را اجرا می‌کند.
موسیقی او یک ترکیبی ویژه بین قدیمی و سنتی، ترکیبی از اشعار معنوی مولوی با ریتم‌های مدرن و فنی است که دعوت به مراقبه می‌کند. همجوشی بین معنویت و ریتم‌های مراقبه‌ای با ترکیبی از سازهای سنتی ایرانی مانند سنتور، اثر هیپنوتیزمی دارد.

## آلبوم‌شناسی
- 1997: Sama
- 2004: Call of the Mystic (mit Maneesh de Moor), Blue Flame Records
- 2007: Master & Disciple (feat. Bashir), Blue Flame Records
- 2007: Sufi Safir (feat. Mashti), Blue Flame Records
- 2009: Sufiyan (mit Mashti),  Blue Flame Records
- 2011: Divaneh (mit Mashti), Blue Flame Records
- 2012: Celestial Doorways  (mit Swann), Blue Flame Records
- 2013: Inner Ji
- 2017: Four Dimensions
- 2018:  Ambrosiah
- 2018:  Live Is Beautiful - EP
- 2019:  2019 - Open Spirit